# Amphisbaena munoai
Amphisbaena munoai är en ödleart som beskrevs av  Miguel Angel Klappenbach 1960. Amphisbaena munoai ingår i släktet Amphisbaena och familjen Amphisbaenidae. Inga underarter finns listade i Catalogue of Life.